# Парадокс Ньюкома
Парадокс Ньюкома придумав фізик Вільям Ньюком (онук Саймона Ньюкома) 1960 року. Парадокс розглядає уявний експеримент, гру з двома учасниками — провісником і власне гравцем. Нині ця проблема часто обговорюється у галузі теорії рішень.

## Опис
Провісник ставить перед гравцем дві коробки — відкриту і закриту. У відкритій коробці лежить тисяча доларів, у закритій — або мільйон доларів, або нічого. Гравець може взяти собі або тільки закриту коробку, або обидві коробки разом. Вміст коробки залежить від провісника:
- Якщо він передбачить, що гравець вибере обидві коробки, то закрита коробка буде порожньою
- Якщо передбачається, що гравець вибере закриту коробку, то коробка буде містити мільйон доларів[4].

Яку коробку слід вибрати гравцеві, щоб отримати найбільшу суму? Йому відомі всі умови гри, відомо, що вміст коробки залежить від передбачень; єдине, що йому невідомо, — це яке саме з двох передбачень зроблено.

## Пояснення
Вперше опублікував і проаналізував парадокс філософ з Гарвардського університету Роберт Нозік. Робота Нозіка спиралася на такі розділи математики, як теорія ігор і теорія прийняття рішень.
Задачу називають парадоксом, оскільки для її розв'язання існує три[джерело?] інтуїтивно логічних і зовні несуперечливих способи міркування.
З одного боку, якщо вважати, що провісник може помилятися, то незалежно від того, яке передбачення зробив провісник, вигідніше вибрати обидві коробки. При цьому можна керуватися такими міркуваннями: якщо був передбачений перший варіант, то гравець отримає або тисячу доларів, або нічого. Якщо ж було зроблено друге передбачення, то гравець фактично вибирає між 1 000 000$ і 1 001 000$. Тому, вибираючи завжди обидві коробки, гравець отримає більше грошей.
З іншого боку, якщо вважати, що зробивши вибір, гравець вплине на передбачення (яке буде безпомилковим), то таких результатів як 0$ і 1 001 000$ (розбіжностей у передбаченні і виборі гравця) не може вийти в принципі. Тому гравець може отримати або тисячу (якщо він вибере обидві коробки, то друга буде порожньою), або мільйон (якщо вибере тільки закриту).
Нарешті, якщо вважати, що провісник вже безпомилково передбачив майбутнє, то гравцеві нема про що турбуватися: вибір вже зроблено за нього і до нього, він лише механічно виконує неминуче[джерело?].
Докладний огляд різних, зокрема й протилежних, поглядів на вирішення парадокса Ньюкома навели в розділі «Математичні ігри» журналу Scientific American Мартін Гарднер (липень 1973) і професор Нозік (березень 1974).
Існують дві ситуації в цій задачі: 1) коли провісник завжди пророкує правильно і 2) коли провісник є звичайною людиною. У першому випадку вигідніше завжди вибирати закриту коробку. У другому випадку вигідніше брати обидві коробки. У загальному випадку, коли можливість вибирати є одноразовою і за відсутності доведених здібностей достовірно передбачати події у «провісника» вигідніше брати обидві коробки.
У разі ж, коли є можливість багаторазового вибору коробок, і провісник не проявляє своїх здібностей передбачати достовірно кожен раз ваш вибір, в гру втручається психологія людини. Провісник може отримати можливість передбачити результат за мімікою, тривалістю роздумів, повторюваними комбінаціями вибору коробок (шаблонів поведінки/схильності до певних послідовностей дій) і, отже, вибір найвигіднішого варіанту стає залежним від попередніх дій випробовуваного, тобто від його особистості, і не можна дати однозначного варіанту, придатного для всіх.
Однак, якщо провісник не проявляє своїх здібностей передбачати достовірно кожен раз вибір, але за правилами гри йому потрібно намагатися передбачити, то для отримання найбільшої вигоди слід завжди вибирати закриту коробку, тоді йому доведеться туди класти 1 000 000$ кожного разу. Якщо на початку гри повідомити провіснику, що ви завжди будете вибирати закриту коробку, то провісник не зможе навмисно помилитися більше, ніж n разів (необхідна кількість подій для виявлення закономірності), інакше він порушуватиме правила гри.

## Значення
Парадокс співвідноситься з філософськими проблемами про свободу волі і зумовленість дій (див. парадокс свободи волі).